# Parydra taurrensis
Parydra taurrensis är en tvåvingeart som beskrevs av Canzoneri 1980. Parydra taurrensis ingår i släktet Parydra och familjen vattenflugor.
Artens utbredningsområde är Italien. Inga underarter finns listade i Catalogue of Life.